# Liste der Baudenkmäler in Legau

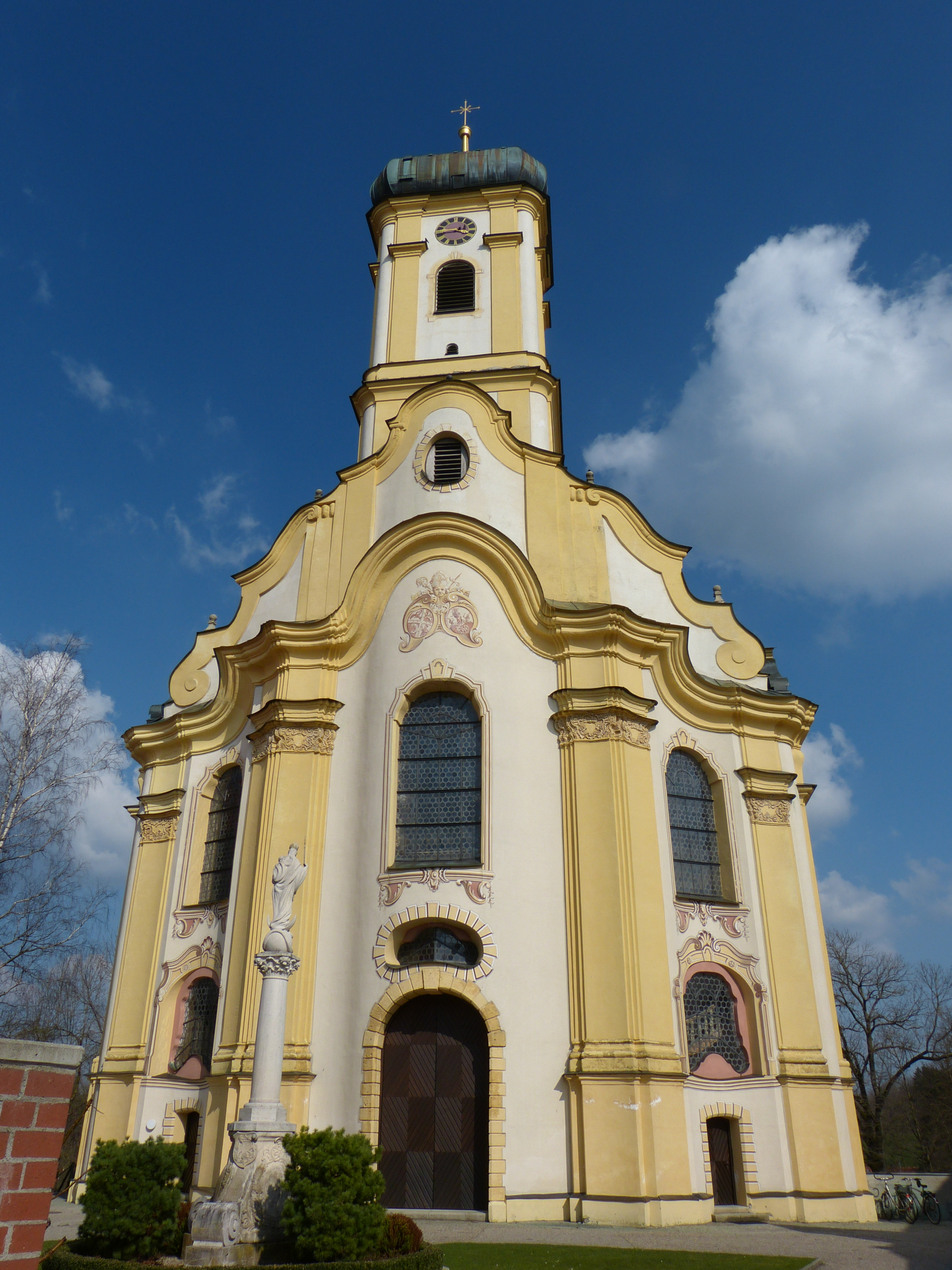
Wallfahrtskirche zur Schmerzhaften Muttergottes und St. Ulrich in Maria Steinbach

Auf dieser Seite sind die Baudenkmäler in dem schwäbischen Markt Legau zusammengestellt. Diese Tabelle ist eine Teilliste der Liste der Baudenkmäler in Bayern. Grundlage ist die Bayerische Denkmalliste, die auf Basis des Bayerischen Denkmalschutzgesetzes vom 1. Oktober 1973 erstmals erstellt wurde und seither durch das Bayerische Landesamt für Denkmalpflege geführt wird. Die folgenden Angaben ersetzen nicht die rechtsverbindliche Auskunft der Denkmalschutzbehörde.

## Baudenkmäler nach Ortsteilen

### Legau
| Lage                          | Objekt                                      | Beschreibung | Akten-Nr.    | Bild           |
| ----------------------------- | ------------------------------------------- | --- | ------------ | -------------- |
| Hauptstraße 28 (Standort)     | Gasthaus                                    | zweigeschossiges Satteldachhaus, 1750, später verändert | D-7-78-165-2 | Gasthaus       |
| Hauptstraße 31 (Standort)     | Anlageteil                                  | Nebengebäude, syn. Ökonomiehof, syn. Ökonomiegebäude, syn. Wirtschaftshof | D-7-78-165-3 | Anlageteil     |
| Hauptstraße 31 (Standort)     | Pfarrhof                                    | zweigeschossiger Satteldachbau mit Lisenengliederung 1834; Rückgebäude, zweigeschossiger Satteldachbau, 18. Jahrhundert                                                                      | D-7-78-165-3 | Pfarrhof       |
| Hauptstraße 33 (Standort)     | Kath. Pfarrkirche St. Gordian und Epimachus | Saalbau mit eingezogenem Chor und nördlichem Turm mit Spitzhelm, Turmunterbau wohl 12. Jahrhundert, Langhaus und Chor 1497, Umbau 1670, Erweiterung 1783, Umgestaltung 1897; mit Ausstattung | D-7-78-165-4 | weitere Bilder |
| Hauptstraße 33 (Standort)     | Sühnekreuz                                  | Tuffstein, 1530; nordöstlich der Kirche | D-7-78-165-9 | Sühnekreuz     |
| Marktplatz (Standort)         | Brunnen                                     | neubarock mit Mariensäule aus Gusseisen, bezeichnet 1900; am Marktplatz | D-7-78-165-8 | Brunnen        |
| Marktplatz 1 (Standort)       | Ehemaliges Kornhaus                         | jetzt Rathaus, zweigeschossiger Satteldachbau mit Zwerchhaus, wohl 17. Jahrhundert, Veränderungen 19. Jahrhundert                                                                            | D-7-78-165-6 | weitere Bilder |
| Witzenberger Weg 4 (Standort) | Wappenstein                                 | bezeichnet 1761; am ehemaligen Spital, jetzt Altersheim | D-7-78-165-7 | BW             |

### Bettrichs
| Lage                     | Objekt                | Beschreibung                                                                                           | Akten-Nr.     | Bild                  |
| ------------------------ | --------------------- | --- | ------------- | --------------------- |
| Bettrichs 164 (Standort) | Ehemaliges Bauernhaus | zweigeschossiger Bau mit flachem Satteldach, verschalten Giebeln und Hakenschopf, wohl 18. Jahrhundert | D-7-78-165-10 | Ehemaliges Bauernhaus |

### Bummlers
| Lage                   | Objekt     | Beschreibung                                                                   | Akten-Nr.     | Bild       |
| ---------------------- | ---------- | ------------------------------------------------------------------------------ | ------------- | ---------- |
| In Bummlers (Standort) | Wegkapelle | Rechteckbau mit Pilastergliederung und flachem Dreiecksgiebel, 19. Jahrhundert | D-7-78-165-12 | Wegkapelle |

### Engelharz
| Lage                                      | Objekt    | Beschreibung | Akten-Nr.     | Bild      |
| ----------------------------------------- | --------- | --- | ------------- | --------- |
| Engelharz 112 (Standort)                  | Wegkreuz  | Kruzifix aus Eisen, mit neugotischem Steinsockel, 19. Jahrhundert                                                   | D-7-78-165-14 | Wegkreuz  |
| Von Maria Steinbach nach Legau (Standort) | Bildstock | vierseitiger Aufbau mit Nische auf oktogonalem Pfeiler, 18. Jahrhundert; südlich des Ortes an der Straße nach Legau | D-7-78-165-13 | Bildstock |

### Entenmoos
| Lage                     | Objekt     | Beschreibung                                                              | Akten-Nr.     | Bild       |
| ------------------------ | ---------- | ------------------------------------------------------------------------- | ------------- | ---------- |
| Entenmoos 345 (Standort) | Bauernhaus | zweigeschossiger Bau mit flachem Satteldach und Fachwerk, 18. Jahrhundert | D-7-78-165-15 | Bauernhaus |

### Felben
| Lage                  | Objekt     | Beschreibung                                                                                         | Akten-Nr.     | Bild       |
| --------------------- | ---------- | --- | ------------- | ---------- |
| Felben 126 (Standort) | Bauernhaus | zweigeschossiger Satteldachbau mit Fachwerkobergeschoss, Wandmalerei und Wiederkehr, bezeichnet 1777 | D-7-78-165-16 | Bauernhaus |

### Graben
| Lage                 | Objekt     | Beschreibung | Akten-Nr.     | Bild       |
| -------------------- | ---------- | --- | ------------- | ---------- |
| Graben 40 (Standort) | Bauernhaus | zweigeschossiger Mittertennbau mit Satteldach und verputztem Fachwerk in Obergeschoss und Giebel, bezeichnet 1700 | D-7-78-165-17 | Bauernhaus |

### Greiters
| Lage                   | Objekt  | Beschreibung                                                                               | Akten-Nr.     | Bild    |
| ---------------------- | ------- | ------------------------------------------------------------------------------------------ | ------------- | ------- |
| In Greiters (Standort) | Kapelle | neugotischer Rechteckbau mit dreiseitigem Schluss und Dachreiter, 1904/05; mit Ausstattung | D-7-78-165-18 | Kapelle |

### Hub
| Lage              | Objekt    | Beschreibung                                                 | Akten-Nr.     | Bild      |
| ----------------- | --------- | ------------------------------------------------------------ | ------------- | --------- |
| In Hub (Standort) | Bildstock | Nische auf Sockel, Puttenkopf im Giebelfeld, 17. Jahrhundert | D-7-78-165-20 | Bildstock |

### Hummels
| Lage                 | Objekt                | Beschreibung                                                                   | Akten-Nr.     | Bild                  |
| -------------------- | --------------------- | ------------------------------------------------------------------------------ | ------------- | --------------------- |
| Hummels 3 (Standort) | Ehemaliges Bauernhaus | zweigeschossiger Satteldachbau mit Fachwerk an der Wiederkehr, 18. Jahrhundert | D-7-78-165-21 | Ehemaliges Bauernhaus |

### Kaltbronn
| Lage                    | Objekt                    | Beschreibung                                               | Akten-Nr.     | Bild                      |
| ----------------------- | ------------------------- | ---------------------------------------------------------- | ------------- | ------------------------- |
| Kaltbronn 59 (Standort) | Bauernhaus                | zweigeschossiger Satteldachbau, Mitte 19. Jahrhundert      | D-7-78-165-22 | Bauernhaus                |
| Kaltbronn 61 (Standort) | Marienfigur aus Lehenbühl | Sandstein, 1632; in modernem Bildstock                     | D-7-78-165-24 | Marienfigur aus Lehenbühl |
| Kaltbronn 62 (Standort) | Kornkasten                | Bohlenbau, ehemals bezeichnet 1720 (?); in modernem Stadel | D-7-78-165-23 | BW                        |

### Lehenbühl
| Lage                                    | Objekt                              | Beschreibung | Akten-Nr.     | Bild                  |
| --------------------------------------- | ----------------------------------- | --- | ------------- | --------------------- |
| Lehenbühlstraße 39 (Standort)           | Kath. Wallfahrtskirche Maria Schnee | Saalbau mit zweigeschossigem Altarraum und Dachreiter, von Christian Anton Weber, 1715; mit Ausstattung                            | D-7-78-165-25 | weitere Bilder        |
| Lehenbühlstraße 41 (Standort)           | Benefiziatenhaus                    | zweigeschossiger Satteldachbau, 1848                                                                                               | D-7-78-165-54 | Benefiziatenhaus      |
| Lehenbühlstraße 43 (Standort)           | Ehemaliges Mesnerhaus               | zweigeschossiger Satteldachbau, im Kern 18. Jahrhundert, südlicher Anbau 1922, Ökonomie 1957 weitgehend erneuert                   | D-7-78-165-55 | Ehemaliges Mesnerhaus |
| Nähe Hanöllerweg (Standort)             | Mariensäule                         | toskanische Säule auf quaderförmigem Sockel, mit Figur von 1872, 1632 gestiftet, 1794 verändert; an der Straße nach Legau          | D-7-78-165-27 | Mariensäule           |
| Nähe Lautracher Lehenbühlweg (Standort) | Ehemaliger Pestfriedhof             | mit schmiedeeisernen Grabkreuzen, wohl 18. Jahrhundert; Friedhofsmauer, mit Stichbogenarkaden, 18. Jahrhundert; östlich der Kirche | D-7-78-165-26 | weitere Bilder        |
| Nähe Lautracher Lehenbühlweg (Standort) | Anlageteil                          | Friedhofsmauer, syn. Kirchhofmauer                                                                                                 | D-7-78-165-26 | weitere Bilder        |

### Maria Steinbach
| Lage | Objekt                                                                                | Beschreibung | Akten-Nr.     | Bild               |
| --- | ------------------------------------------------------------------------------------- | --- | ------------- | ------------------ |
| Am Legauer Weg (Standort)                                                                                          | Kreuzwegstation                                                                       | | D-7-78-165-39 | weitere Bilder     |
| Am Legauer Weg (Standort)                                                                                          | Kreuzwegstation                                                                       | | D-7-78-165-39 | weitere Bilder     |
| Am Legauer Weg, Ampoer Heuweg, Dorfstraße, In Maria Steinbach, Kirchstraße, Nähe Dorfstraße, Stockacker (Standort) | Kreuzweg                                                                              | dreizehn Stationen, jeweils Nische mit Satteldach auf Pfeiler, 17./18. Jahrhundert; auf dem Weg von Lautrach zum Ort und vom Ort aus nach Legau   | D-7-78-165-39 | weitere Bilder     |
| Ampoer Heuweg (Standort)                                                                                           | Kreuzwegstation                                                                       | | D-7-78-165-39 | weitere Bilder     |
| Dorfstraße (Standort)                                                                                              | Kreuzwegstation                                                                       | | D-7-78-165-39 | weitere Bilder     |
| Dorfstraße (Standort)                                                                                              | Kreuzwegstation                                                                       | | D-7-78-165-39 | weitere Bilder     |
| Dorfstraße (Standort)                                                                                              | Kreuzwegstation                                                                       | | D-7-78-165-39 | weitere Bilder     |
| Dorfstraße (Standort)                                                                                              | Kreuzwegstation                                                                       | | D-7-78-165-39 | weitere Bilder     |
| Dorfstraße (Standort)                                                                                              | Kreuzwegstation                                                                       | | D-7-78-165-39 | weitere Bilder     |
| Illerstraße 17 (Standort)                                                                                          | Ehemalige Mühle                                                                       | zweigeschossiger Schleppdachbau, 1518 als St. Petrusgut erwähnt, wohl 17. Jahrhundert                                                             | D-7-78-165-32 | Ehemalige Mühle    |
| In Maria Steinbach (Standort)                                                                                      | Kapelle St. Johannes von Nepomuk                                                      | Rechteckbau mit abgewalmtem Satteldach, 1. Hälfte 18. Jahrhundert; mit Ausstattung                                                                | D-7-78-165-42 | weitere Bilder     |
| In Maria Steinbach (Standort)                                                                                      | Kreuzwegstation                                                                       | | D-7-78-165-39 | weitere Bilder     |
| In Maria Steinbach (Standort)                                                                                      | Torturm                                                                               | | D-7-78-165-30 | Torturm            |
| Kirchhof 1 (Standort)                                                                                              | Ehemalige Brauerei                                                                    | zweigeschossiger Bau mit abgewalmtem Satteldach und Krangaupe, bezeichnet 1753; Torturm, dreigeschossiger Zeltdachbau, 17./18. Jahrhundert        | D-7-78-165-30 | Ehemalige Brauerei |
| Kirchhof 2, 3, 4 (Standort)                                                                                        | Mariensäule                                                                           | Sandstein, 1922; am Kirchplatz | D-7-78-165-37 | Mariensäule        |
| Kirchhof 2, 3, 4 (Standort)                                                                                        | Pfarrhof                                                                              | ein- bzw. zweigeschossige Zweiflügelanlage mit Sattel- und Halbwalmdach, 1720–22; mit Ausstattung                                                 | D-7-78-165-31 | Pfarrhof           |
| Kirchhof 5 (Standort)                                                                                              | Katholische Pfarr- und Wallfahrtskirche zur Schmerzhaften Muttergottes und St. Ulrich | Wandpfeilerbau mit Emporen und Umgang, wohl durch Benedikt Stadelhofer, Abt von Rot, 1746–1755; mit Ausstattung                                   | D-7-78-165-29 | weitere Bilder     |
| Kirchstraße (Standort)                                                                                             | Kreuzwegstation                                                                       | Kreuzwegstation, syn. Kreuzweg | D-7-78-165-39 | weitere Bilder     |
| Nähe Ampoer Heuweg (Standort)                                                                                      | Ehemalige Gnadenkapelle                                                               | Kapelle zur Schmerzhaften Muttergottes, quadratischer Zeltdachbau mit Pilastergliederung, 17./18. Jahrhundert; mit Ausstattung                    | D-7-78-165-40 | weitere Bilder     |
| Nähe Dorfstraße (Standort)                                                                                         | Kreuzwegstation                                                                       | | D-7-78-165-39 | weitere Bilder     |
| Nähe Dorfstraße (Standort)                                                                                         | Kreuzwegstation                                                                       | | D-7-78-165-39 | weitere Bilder     |
| Stockacker (Standort)                                                                                              | Kreuzwegstation                                                                       | | D-7-78-165-39 | weitere Bilder     |
| Talweg 32 (Standort)                                                                                               | Ulrichsbrunnen                                                                        | tempiettoartiger Aufbau mit Sandsteinfigur, neubarocke Erneuerung einer Anlage wohl des 18. Jahrhunderts, 1894; nordwestlich unterhalb der Kirche | D-7-78-165-38 | Ulrichsbrunnen     |

### Moos
| Lage               | Objekt      | Beschreibung                                                                         | Akten-Nr.     | Bild |
| ------------------ | ----------- | ------------------------------------------------------------------------------------ | ------------- | ---- |
| In Grub (Standort) | Gedenkstein | pyramidenförmiger Pfeiler, Sandstein, 1. Hälfte 19. Jahrhundert; derzeit ausgelagert | D-7-78-165-43 | BW   |

### Neidegg
| Lage                                                                                        | Objekt        | Beschreibung                                                      | Akten-Nr.     | Bild          |
| ------------------------------------------------------------------------------------------- | ------------- | ----------------------------------------------------------------- | ------------- | ------------- |
| Von Neidegg zur Unterau in der Flur Bettrichs (westlich des Ortes an der Straße) (Standort) | Magnusdenkmal | Steingussfigur auf Bruchsteinsockel, 1834, 1914 und 1951 erneuert | D-7-78-165-11 | Magnusdenkmal |

### Neumühle
| Lage                    | Objekt | Beschreibung                                                 | Akten-Nr.     | Bild  |
| ----------------------- | ------ | ------------------------------------------------------------ | ------------- | ----- |
| Neumühle 188 (Standort) | Mühle  | dreigeschossiger Satteldachbau mit Fachwerk, bezeichnet 1730 | D-7-78-165-44 | Mühle |

### Oberlandholz
| Lage                        | Objekt                | Beschreibung | Akten-Nr.     | Bild                  |
| --------------------------- | --------------------- | --- | ------------- | --------------------- |
| Oberlandholz 239 (Standort) | Kapelle St. Anna      | neubarocker Bau mit dreiseitigem Schluss und Dachreiter mit Zwiebelhaube, 1909; mit Ausstattung                         | D-7-78-165-46 | Kapelle St. Anna      |
| Oberlandholz 251 (Standort) | Ehemaliges Bauernhaus | zweigeschossiger Bau mit Wiederkehr, flachem Satteldach und Fachwerkobergeschoss, um 1800, Wirtschaftsteil modernisiert | D-7-78-165-47 | Ehemaliges Bauernhaus |
| Oberlandholz 253 (Standort) | Bauernhaus            | zweigeschossiger Bau mit Schleppdach, wohl Ende 18. Jahrhundert                                                         | D-7-78-165-48 | Bauernhaus            |

### Oberwitzenberg
| Lage                          | Objekt  | Beschreibung                                                                        | Akten-Nr.     | Bild           |
| ----------------------------- | ------- | ----------------------------------------------------------------------------------- | ------------- | -------------- |
| Oberwitzenberg 422 (Standort) | Kapelle | Satteldachbau mit leicht eingezogenem Schluss, 17./18. Jahrhundert; mit Ausstattung | D-7-78-165-50 | weitere Bilder |

### Straß
| Lage                | Objekt     | Beschreibung                                                | Akten-Nr.     | Bild       |
| ------------------- | ---------- | ----------------------------------------------------------- | ------------- | ---------- |
| In Straß (Standort) | Wegkapelle | Nischenbau mit Satteldach, 19. Jahrhundert; mit Ausstattung | D-7-78-165-51 | Wegkapelle |

### Unterau
| Lage                   | Objekt              | Beschreibung | Akten-Nr.     | Bild                |
| ---------------------- | ------------------- | --- | ------------- | ------------------- |
| Unterau 177 (Standort) | Ehemaliges Gasthaus | zweigeschossiger ehemaliger Mittertennbau mit flachem Satteldach und Fachwerk an der Wiederkehr, 18. Jahrhundert, Wirtschaftsteil zu Wohnzwecken umgebaut | D-7-78-165-52 | Ehemaliges Gasthaus |

## Ehemalige Baudenkmäler
In diesem Abschnitt sind Objekte aufgeführt, die früher einmal in der Denkmalliste eingetragen waren, jetzt aber nicht mehr. Objekte, die in anderem Zusammenhang also z. B. als Teil eines Baudenkmals weiter eingetragen sind, sollen hier nicht aufgeführt werden. Aktennummern in diesem Abschnitt sind ehemalige, jetzt nicht mehr gültige Aktennummern.

| Lage                                                  | Objekt     | Beschreibung                                                                                           | Akten-Nr.     | Bild       |
| ----------------------------------------------------- | ---------- | --- | ------------- | ---------- |
| Legau Malerweg 10 (Standort)                          | Wohnhaus   | zweigeschossiger Walmdachbau, Anfang 19. Jahrhundert                                                   | D-7-78-165-5  | Wohnhaus   |
| Greiters Greiters 390 (Standort)                      | Bauernhaus | zweigeschossiger Mitterstallbau mit flachem Satteldach und Fachwerk an der Wiederkehr, 18. Jahrhundert | D-7-78-165-19 | BW         |
| Maien Maien 32 (Standort)                             | Bauernhaus | zweigeschossiger Satteldachbau mit Wiederkehr, Anfang 19. Jahrhundert                                  | D-7-78-165-28 | Bauernhaus |
| Maria Steinbach Illerstraße 16 (Standort)             | Wohnhaus   | dreigeschossiger Satteldachbau, mit Kalkofen, wohl 17. Jahrhundert                                     | D-7-78-165-33 | BW         |
| Maria Steinbach In Maria Steinbach ()                 | Kapelle    | stichbogiger Nischenbau mit Walmdach, 18. Jahrhundert; an der Friedhofsmauer                           | D-7-78-165-35 |            |
| Maria Steinbach Kaltbronner Straße 19, 21 (Standort)  | Bildstock  | Nische auf oktogonalem Sockel, Tuffstein, 16./17. Jahrhundert                                          | D-7-78-165-36 | BW         |
| Oberau Oberau 175 (Standort)                          | Kornkasten | verzapfter Bohlenbau, 18. Jahrhundert                                                                  | D-7-78-165-45 | BW         |
| Oberwitzenberg Oberwitzenberg 404 a, 404 b (Standort) | Bauernhof  | mit Fachwerk an der Wiederkehr, wohl 18. Jahrhundert                                                   | D-7-78-165-49 | BW         |
| Voglers Voglers 311 (Standort)                        | Bauernhaus | mit Giebelgesimsen, bezeichnet 1793                                                                    | D-7-78-165-53 | BW         |

## Abgegangene Baudenkmäler
In diesem Abschnitt sind Objekte aufgeführt, die früher einmal in der Denkmalliste eingetragen waren, jetzt aber nicht mehr existieren, z. B. weil sie abgebrochen wurden. Aktennummern in diesem Abschnitt sind ehemalige, jetzt nicht mehr gültige Aktennummern.

| Lage                                     | Objekt                        | Beschreibung                                                     | Akten-Nr.     | Bild           |
| ---------------------------------------- | ----------------------------- | ---------------------------------------------------------------- | ------------- | -------------- |
| Maria Steinbach Dorfstraße 16 (Standort) | Ehemaliges Gasthaus zum Adler | zweigeschossiger Satteldachbau, 17. Jahrhundert abgebrochen 2014 | D-7-78-165-34 | weitere Bilder |